# Nordische Badmintonmeisterschaft 1983
Die Nordische Badmintonmeisterschaft 1983 fand vom 19. bis zum 20. November 1983 in Helsinki statt. Es war die 22. Auflage dieser Veranstaltung.

## Finalergebnisse
| Disziplin    | Sieger                              | Finalist                          | Ergebnis           |
| ------------ | ----------------------------------- | --------------------------------- | ------------------ |
| Herreneinzel | Morten Frost                        | Michael Kjeldsen                  | 10-15, 15-12, 15-1 |
| Dameneinzel  | Kirsten Larsen                      | Christine Magnusson               | 11-8, 4-11, 11-5   |
| Herrendoppel | Stefan Karlsson Thomas Kihlström    | Morten Frost Jens Peter Nierhoff  | 15-12, 17-15       |
| Damendoppel  | Maria Bengtsson Christine Magnusson | Carina Andersson Lilian Johansson | 15-3, 18-13        |
| Mixed        | Thomas Kihlström Maria Bengtsson    | Steen Fladberg Grete Mogensen     | 15-2, 9-15, 15-5   |